# Báthory Zsófia
Somlyói Báthory Zsófia (Somlyó, 1629 – Munkács, 1680. június 14.) II. Rákóczi György erdélyi fejedelem felesége, Báthory András és a lengyel Zakreszka Anna leánya, Báthory Gábor fejedelem unokahúga.

## Élete
Szilágysomlyón ismerkedett meg ifj. Rákóczi Györggyel, Várad akkori kapitányával. Esküvőjük 1643. február 3-án volt Gyulafehérváron. Apósa, I. Rákóczi György kívánságára a katolikus vallásról csakhamar áttért a reformátusra. Férje halála után 1660-ban fiával, I. Rákóczi Ferenccel együtt visszatért a római katolikus egyházba, és Erdélyt odahagyva magyarországi birtokaira vonult vissza. Ezzel egyidejűleg a király, I. Lipót pártjára állt. A jezsuiták befolyására a Rákóczi-birtokokon üldözte a protestáns prédikátorokat, majd a protestáns jobbágyságot is, a sárospataki kollégium is bujdosásra kényszerült.
1671-ben a Wesselényi-összeesküvésbe bonyolódott fiát megmentette a vérpadtól 400 000 forint váltságdíj lefizetésével és azzal, hogy váraiba német őrséget fogadott. Később teljesen Kis Imre jezsuita ellenreformációs befolyása alá került. Még menye, a különben szintén katolikus Zrínyi Ilona sem maradhatott meg a munkácsi udvarban, miután enyhébb bánásmódot ajánlott a protestáns jobbágyokkal szemben. 
Élete végén mindent elkövetett, hogy Zrínyi Ilona és Thököly Imre tervezett házasságát megakadályozza, azonban 1680. június 14-én elhunyt. Fiával, I. Rákóczi Ferenccel együtt az általa alapított kassai jezsuita Szentháromság-plébániatemplom kriptájában temették el. Halála után két évvel, 1682. június 15-én Zrínyi Ilona és Thököly megtartották esküvőjüket a munkácsi várban.